# Quechua (etnie)

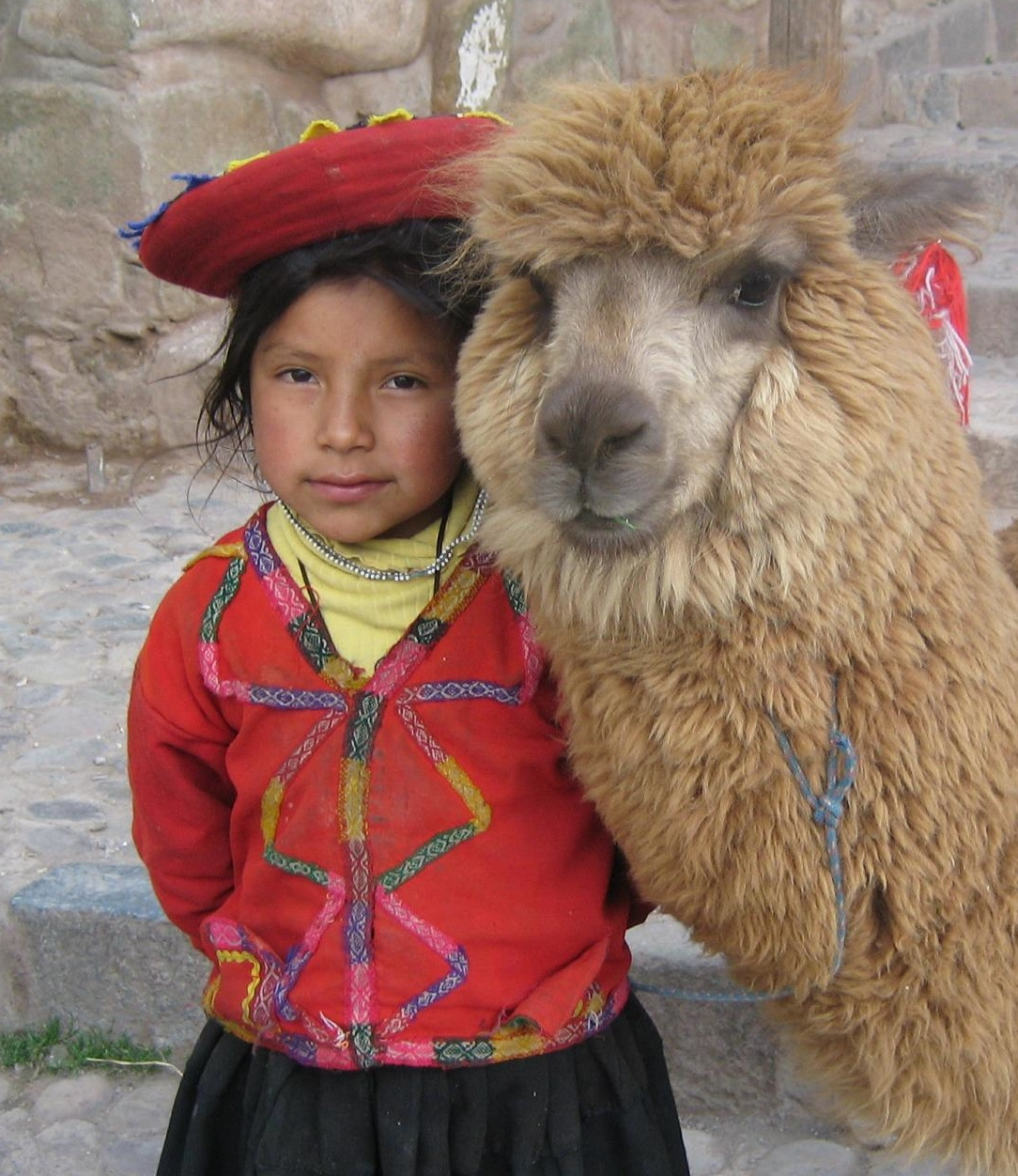
Copil cu vestimentaţie indigenă pe străzile din Cuzco (Peru).

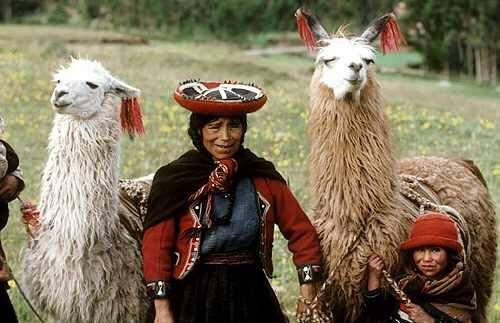
Femeie indigenă cu lame (regiunea Cuzco, Perú).

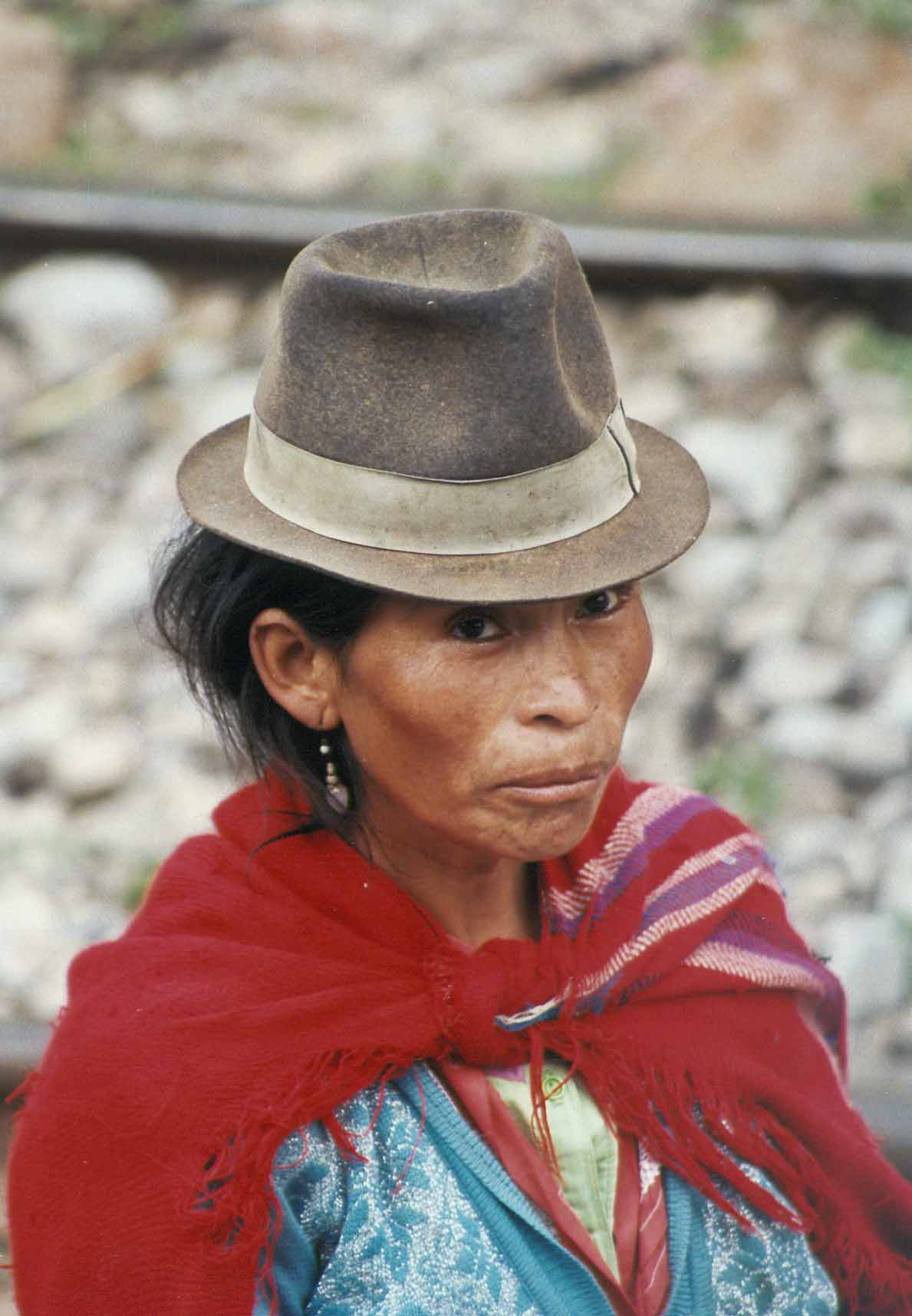
Femeie kichwa (Puruhá), Ecuador, regiunea din Alausí (provincia din Chimborazo, Ecuador).

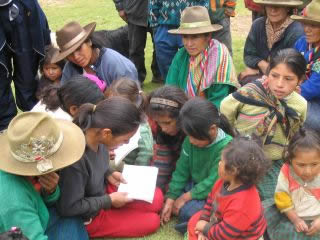
Quechua din Conchucos (Ancash, Perú).

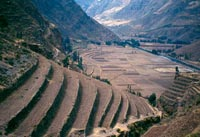
Plataforme în scări din Munţii Anzi.

Quechua este un nume folosit pentru a descrie unele popoare indigene distribuite în Argentina, Bolivia, Chile, Columbia, Ecuador și Peru. Numele provine din limba quechua, familie de limbi răspândită mai mult în Regiunea Anzilor și legată de cultură incașă.
În Ecuador, în jungla de nord din Peru (vezi Napuruna și Llacuash), și în Argentina, folosesc varianta fonetică Quichua  (Quechua Rune, în Quichua de Nord nu fac distincție între k și * q).

## Demografia
| Țara      | Populația vorbitoare de quechua | An de recensământ | Referența |
| Argentina | 6739                            | 2001              | [ 1 ]     |
| Bolivia   | 2 283 465                       | 2001              | [ 2 ]     |
| Chile     | 6175                            | 2002              | [ 3 ]     |
| Columbia  |                                 |                   |           |
| Ecuador   | 451 783                         | 2001              | [ 4 ]     |
| Peru      | 3 360 331                       | 2007              | [ 5 ]     |

## Cultura

### Meșteșuguri

#### Arta textilă
Studiile istorice stabilesc că tradiția textile din Anzi este anterioară erei noastre. Fibrele utilizate în mod tradițional de quechua poate fi de origine vegetală (bumbac) sau animale (fibre alpaca sau vicuña). Este evident că în artă textilă quechua se pierde considerabil practicile vechi de vopsire pe bază de vopsele minerale și vegetale, în coloranți artificiali. Sunt unele comunități ce păstrează tradițiile de vopsire ancestrală. De asemenea, tehnicile folosite din cele mai vechi timpuri s-au schimbat din momentul colonial, introducându-se tehnici occidentale, cum ar fi cea cu pedala de țesut. 
Artă textilă din Bolivia, Ecuador și Peru a fost studiat în detaliu de către etnoistoricul ucranian Ioan Murra.

## Discriminarea etnică a populației quechua
În războiul între guvernul peruan și Sendero Luminoso în 1980 aproximativ trei sferturi din cei aproximativ șaptezeci de mii de morți au fost Quechua, când șefii de părți opuse au fost în mare parte albi și metiși.
Politicile de sterilizare forțată din timpul guvernului lui Alberto Fujimori afectează femeile Quechua exclusiv și al celor aymaras, acestea fiind mai mult de 200 000. El director de cine Jorge Sanjines a abordat problema de sterilizare în 1969 în filmul Quechua Yawar Mallku (Sânge de condor).
Discriminarea etnică este percepută la nivel parlamentar, în cazul în care membrii Parlamentului nou ales peruan Hilaria Supa Huamán și María Sumire a depus jurământul de posesie în quechua, pentru prima dată în istoria de Peru într-o limbă indigenă, președinta peruană al parlamentului Martha Hildebrandt și parlamentarul Carlos Torres Caro s-au opus.

## Referențe
1. ↑  „copie arhivă”. Arhivat din original la 24 septembrie 2015. Accesat în 2 octombrie 2013. Parametru necunoscut |título= ignorat (posibil, |title=?) (ajutor); Parametru necunoscut |formato= ignorat (posibil, |format=?) (ajutor); Parametru necunoscut |fechaacceso= ignorat (posibil, |access-date=?) (ajutor)
2. ↑   http://www.ine.gob.bo:8082/censo/make_table.jsp?query=poblacion_15. Parametru necunoscut |título= ignorat (posibil, |title=?) (ajutor); Parametru necunoscut |fechaacceso= ignorat (posibil, |access-date=?) (ajutor); Lipsește sau este vid: |title= (ajutor)
3. ↑   (PDF) http://www.ine.cl/cd2002/sintesiscensal.pdf. Parametru necunoscut |título= ignorat (posibil, |title=?) (ajutor); Parametru necunoscut |formato= ignorat (posibil, |format=?) (ajutor); Parametru necunoscut |fechaacceso= ignorat (posibil, |access-date=?) (ajutor); Parametru necunoscut |páginas= ignorat (posibil, |pages=?) (ajutor); Parametru necunoscut |página= ignorat (posibil, |page=?) (ajutor); Lipsește sau este vid: |title= (ajutor)
4. ↑   (PDF) http://www.inec.gob.ec/c/document_library/get_file?folderId=2139057&name=DLFE-21924.pdf. Parametru necunoscut |título= ignorat (posibil, |title=?) (ajutor); Parametru necunoscut |formato= ignorat (posibil, |format=?) (ajutor); Parametru necunoscut |fechaacceso= ignorat (posibil, |access-date=?) (ajutor); Lipsește sau este vid: |title= (ajutor)
5. ↑   http://desa.inei.gob.pe/Censos2007/tabulados/. Parametru necunoscut |título= ignorat (posibil, |title=?) (ajutor); Parametru necunoscut |fechaacceso= ignorat (posibil, |access-date=?) (ajutor); Lipsește sau este vid: |title= (ajutor)
6. ↑  Anath Ariel de Vidas: Memoria textil e industria del recuerdo en los Andes: identidades a prueba del turismo en Perú, Bolivia y Ecuador. Ediciones Abya-Yala, Quito 2002. Página 92.
7. ↑  Orin Starn: Villagers at Arms: War and Counterrevolution in the Central-South Andes. In Steve Stern (ed.): Shining and Other Paths: War and Society in Peru, 1980–1995. Duke University Press, Durham und London, 1998, ISBN 0-8223-2217-X
8. ↑  Mass sterilisation scandal shocks Peru, 24 July 2002, BBC News[nefuncțională]
9. ↑  Perú: Congresista quechua María Sumire sufrió presiones para juramentar en español
10. ↑  Congresistas indígenas sesionarán en quechua. Diario Hispano Peruano, 10.08.2006